# Tokuma Japan Communications
A Tokuma Japan Communications egy japán lemezkiadó.

## Története
1965-ben alapították. 1972-ben megvásárolta a Tokuma Shoten kiadó, majd az alapító halála után, 2001-ben eladták a Daiichikosho cégnek.
Számos külföldi film japán forgalmazója, de hazai filmeket is gyártott.
Kiadója többek között a Perfume nevű electropop együttesnek.

## Fordítás
- Ez a szócikk részben vagy egészben a Tokuma Japan Communications című francia Wikipédia-szócikk ezen változatának fordításán alapul.  Az eredeti cikk szerkesztőit annak laptörténete sorolja fel. Ez a jelzés csupán a megfogalmazás eredetét és a szerzői jogokat jelzi, nem szolgál a cikkben szereplő információk forrásmegjelöléseként.

## Külső hivatkozások
- Hivatalos honlap (japán)
- Tokuma Japan Communications, IMDb (angol)